# 科里·谭德鲁
南希·索菲·科内利·“科里”·谭德鲁（荷蘭語：Nancy Sophie Cornélie (Corry) Tendeloo，1897年9月3日-1956年10月18日）是一位荷兰律师、女权主义者和政治家，1945年到1946年间，她在众议院为自由思想民主联盟（VDB）服务，然后为新成立的工党服务，直到她于1956年去世。谭德鲁出生于荷属东印度群岛，在乌特勒支大学学习法律，在此期间，她接触到了妇女权利运动中的人们。20世纪30年代，她开始在政治上活跃，并在1938年当选为阿姆斯特丹市议会议员。二战结束后，谭德鲁被任命为国家紧急议会中阿姆斯特丹城市议会众议院议员，该议会旨在重建国家和组织选举。1946年，自由思想民主联盟与其他政党合并为工党，谭德鲁在议会中代表该党。她参加了两个专门委员会，并为支持妇女权利问题发言。
1948年，她帮助荷兰殖民地苏里南和库拉索岛获得了普选权。1955年初，她成功地提出了同工同酬的理由，并在当年晚些时候提出了一项动议，以废除国家对已婚妇女的就业禁令。第二年，她在引入立法方面发挥了重要作用，该立法将开始结束荷兰版的couverture，这是一种19世纪的法律学说。这种学说认为已婚妇女没有能力代表自己行事，并被阻止进行诸如未经丈夫许可而开设银行账户的行为。谭德鲁于1956年10月去世，她离开于她所争取的妇女权利问题写入法律之前。她去世后基本上被人们遗忘，甚至在20世纪60年代和70年代的第二次女权主义浪潮中也是如此。在21世纪，人们一直在努力使她的成就被更多人了解。

## 早年生活和事业
南希·索菲·科内利·“科里”·谭德鲁于1897 年 9 月 3 日出生于荷属东印度群岛苏门答腊岛的直名丁宜。 她的母亲珍妮·科内利·斯塔姆勒和她的父亲一样来自一个富裕的家庭，她的父亲名叫亨利·滕德鲁，是一名高级公务员。  在她五岁的时候，她的父亲去世了，她的母亲带着三个孩子搬到了荷兰。 科里在阿默斯福特上小学，在莱顿上中学。    1916年，她们全家迁往乌得勒支。 两年后，她获得了英语教学文凭，并开始在当地一所中学任教，她一直从事这份工作直到1921年。她还成为了一名有资质的英语翻译。    1919年，谭德鲁开始在乌得勒支大学攻读法律，并于 1924 年毕业。作为一名学生，她结识了女权活动家，并在荷兰妇女委员会中代表乌得勒支女学生协会。 
在她的学生时代，荷兰的妇女运动正在衰落。荷兰的第一波女权主义浪潮集中在妇女投票和代表议会的权利上。在这些要求于于1919年被写入法律后，仅有少数女权主义者继续为生活其他方面的平等而斗争。  1924 年，谭德鲁加入了 Pieren & Folkers 律师事务所，并于 1927 年开始在阿姆斯特丹担任独立律师，专攻妇女问题，包括离婚。    她在为Vereniging Ons Huis（一个促进社会住房的协会）无偿工作时也遇到了涉及女性不平等的案例。   她自愿担任Dutch Women's Club秘书 ，她一直在该职位工作直到 1937 年。 她住在阿姆斯特丹的未婚女性公寓大楼新屋住房合作社，并同时担任社长。 

## 早期的政治生涯

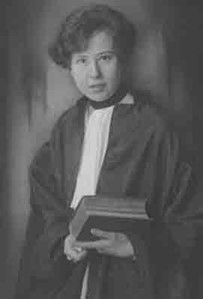
1926 年的天得露

在20世纪30年代，谭德鲁在政治场上活跃起来。她加入了自由思想民主联盟(VDB)，该政党于 1901 年在强调普选的纲领上成立。  她还加入了Association of Women with Higher Education (VVAO)，并于1933年在该组织内担任领导职务。VVAO的核心立场是，女性可以通过学业成就过上充实的生活，且无需结婚。该组织反对国家限制已婚妇女的就业权。  谭德鲁还加入了Association for Women's Interests and Equal Citizenship (VVGS) 并成为其青年委员会主席。 这两个组织的成立都是为了促进妇女的平等权利以及妇女参与公共生活和社会进步；她们分三个阶段推动变革：意识、法律上的平等和实际生活中的平等。 
作为 VVGS 青年委员会主席，谭德鲁和Willemijn Posthumus-van der Goot等其他女权主义者于 1937 年在全国各地组织了抗议活动，当时议会讨论了卡尔鲁默部长禁止已婚妇女从事有偿工作的法律草案。 由于谭德鲁在抗议活动中的作用，VDB 提名她为北荷兰省议会选举的候选人。虽然她没有赢得席位，但她的表现为她在阿姆斯特丹市议会选举的候选人名单上赢得了一席之地。  谭德鲁于1938年当选为阿姆斯特丹市议会议员，并继续活跃在VVGS中，为争取男性将女性视为同等可以为社会进步做出贡献的劳动力，而非仅仅将女性限制与家庭生活中。她说，一旦社会对女性的看法发生改变，歧视性的、过时的法律就会被改写。   1941年第二次世界大战期间，由于市议会被德国占领，议会议事程序暂停。 她向那些因大屠杀而被开除的犹太委员会成员表示同情。 

## 众议院生涯
战后，谭德鲁回到阿姆斯特丹市议会，并于 1945 年 11 月被任命为国家紧急议会 VDB 的众议院议员，该议会的成立是为了重建国家和组织选举。一个委员会任命了一些成员来代替那些在战争中下台或阵亡的人。谭德鲁在市议会和国家政界任职期间继续从事法律工作。她于 1946 年 9 月从阿姆斯特丹市议会辞职。1946 年 VDB 与社会民主工人党 (SDAP) 和基督教民主联盟 (CDU) 合并后，她的党员资格自动转移到新成立的工党 (PvdA) ). 在 1946 年选举的 PvdA 候选人名单上，她在前 VDB 党的五名候选人中排名第三。 PvdA 赢得了 100 个席位中的 29 个，成为继天主教人民党 (KVP) 之后的第二大党，并与该党组成了联合政府。 谭德鲁是 PvdA 的唯一女性代表。 选举后不久，她加入了 PvdA 委员会，为新成立的政党起草宣言。谭德鲁在 VVGS 的月刊上开设了一个名为“Parlementaria”的专栏，撰写有关政治新闻事件的文章；她一直这样做到 1956 年 4 月。
1946年，谭德鲁批评社会事务部委托研究女工短缺问题，认为战前政府以妇女的位置应是在家为由，积极劝阻妇女参加劳动力大军。 谭德鲁总结说，政府根据劳动力市场的需求改变了对工作场所女性的立场。  1947年，谭德鲁试图阻止内政部长路易斯·比尔提出的部长级的裁决，要求各部限制雇用已婚妇女的数量，但她没有成功。  1948年，她与Wim de Kort一起获得成功 ，通过从荷兰殖民地新宪章的法案中删除“男性”一词，确保苏里南和库拉索岛的普选权。  1952年，她放弃了她的法律工作，在被诊断出患有乳腺癌后，她缺席了近一年的议会。    1953年2月，她被任命为众议院司法预算委员会主席，任期至9月。直到1956年10月，她一直担任司法特别委员会的副主席，致力于制定新的民法典。  为了突出男女机会的差异，她用化名申请了tax academy在鹿特丹，当时只对男性开放。在媒体和议会中，申请人被称为“X小姐”的以下讨论导致政府于1954年向女性开放税务学院。  同年，谭德鲁被授予荷兰雄狮勋章。  

### 同工同酬辩论
1955年3月，谭德鲁在众议院就同工同酬展开辩论。在Het Vrije Volk报纸的一篇专栏文章中，她认为妇女权利运动从 1898年开始提倡同工同酬，并在国际联盟、联合国和国际劳工组织提出了自己的主张，国际劳工组织于1951年通过了平等薪酬公约。荷兰政府原则上接受同工同酬，但反对批准和执行，理由是30%的薪酬差距应该随着时间的推移而被取替而不是立即发生改变。谭德鲁争辩说，公约并不要求立即缩小薪酬差距。她和其他三名女性成员同意政府应该逐步引入同工同酬；谭德鲁建议用超过八年的时间来实现。  政府还声称应由私营部门优先考虑同工同酬；谭德鲁认为，任何涉及妇女权利的事情最终都会排在优先列表的底部。当政府说同工同酬会损害经济时，谭德鲁指出，如果国家有时间来处理社会正义的成本，那就是在经济增长的时候。  谭德鲁与其他六人提交了一项动议，呼吁政府尽快批准和执行《同工同酬公约》。该动议以47票赞成和39票反对获得通过，其中关键的赞成票来自Christine Wttewaall van Stoetwegen 所在的基督教历史联盟(CHU)。政府没有对此采取行动。  

### 谭德鲁的动议
1955年9月，谭德鲁提出“Motie Tendeloo”（即谭德鲁动议），以结束女性公务员一旦结婚就会被强制解雇的规定。  自1924年以来，一项法律禁止已婚妇女为国家工作，部分原因是女性被认为应与家人在一起，部分原因是为了在大萧条期间帮助政府存钱。 在 1930 年代，亨德里克斯·克莱恩政府起草了禁止已婚妇女在私营部门工作的提案，但这些提案没有得到实施。 在第二次世界大战期间和之后，由于劳动力严重短缺，法律通过向被解雇的已婚妇女提供临时合同来规避这一问题。  但到了1950年，只有不到2%的已婚妇女工作。 
谭德鲁在议会任职期间提出了工作场所的不平等问题；  1955年9月，在讨论一项针对教师的拟议法律时，她强行提出了自己的质疑。谭德鲁认为，政府维持强制解雇已婚教师的立场，尽管相较于以前有更多的豁免，但此立场依旧与社会脱节。 她的主要论点是，已婚教师是否继续参加工作应该是已婚夫妇的决定，并补充说这是“对个人自由的如此限制，我认为这是不民主的”。  她结束了她的演讲，并敦促政府修改其立场，并且她建议到“承认错误就是纠正错误”。 政府辩称，女性兼顾家庭和工作似乎对女性在生理和心理上都是不负责任的。谭德鲁对政府作出的这个答复感到失望，并与Jeanne Fortanier-de Wit一起提出了动议。  
经过几天的辩论，在此期间，信仰政党的成员认为取消禁令会危及家庭的福祉，谭德鲁动议于1955年9月22日被提交表决。 两行动议指出众议院认为国家不应禁止雇用已婚妇女，禁止虐待案件，并请政府修改所有禁止雇用妇女的法律。 比尔敦促众议院不要接受该动议，但他同时表示这并非不可接受。 该动议以46票赞成和44票反对获得通过，主要按照党派路线：PvdA、荷兰共产党 (CPN) 和人民自由民主党(VVD) 的所有成员都投了赞成票。到场的全部10名女性代表都投了赞成票，而在信仰政党中，有4名男性代表投了赞成票。 票数公布后，比尔立即向谭德鲁表示祝贺。 第二天报纸报道说，如果有10名缺席的议员的票数，根据缺席者表达的意见，该议案仍将以52票对48票获得通过。   

### 终结Courveture
谭德鲁在结束荷兰的婚姻权力（类似于普通法下的糖衣）方面发挥了重要作用。正如1838年民法典所述，在婚姻权力下，已婚妇女在法律上“无行为能力”( handelingsonbekwaam )，类似于未成年人和有严重心理健康问题的人的地位。  这意味着已婚妇女原则上不能在未经丈夫许可的情况下开设银行账户、申请抵押贷款或保险或签订劳动协议。在实践中，大多数合同都采用“默许同意”( stilzwijgende toestemming )，但许多受过教育的女性发现她们的法律地位低下，这使她们受到贬低。类似的法律也同样存在于其他国家，通常它们都存在了几个世纪。     1956年1月，司法部长Leendert Donker意外去世，考虑到van Oven对男女平等法律权利的看法，尤其是对糖衣的看法，德鲁敦促总理威廉·德雷斯任命Julius Christiaan van Oven为新的司法部长。   
1956年2月，Van Oven将一项能力基本原则付诸表决，以 56票对11票获得通过。 司法专责委员会修改立法草案，增加一句“男方为婚姻之主”以安抚基督教政党，但这并无法律效力。但谭德鲁却反对该修正案，称这种观念才是新立法所要解决的问题的根源。 尽管如此，修正案还是以41票赞成、35票反对获得通过。  1956年5月，众议院未经表决通过了现在称为Lex van Oven的新立法。  谭德鲁对此表示庆祝说“丈夫不再自动被认为对所有事情的看法都是正确的，妻子对丈夫的从属关系已成为过去！”  1956年5月的这场辩论是她在议会中的最后一次辩论，期间 谭德鲁表示称众议院的男性成员似乎十分恐惧。第二天，她被送进医院接受乳房手术，在此之前，她为了能够参加议会而推迟了手术。  

## 死亡和遗产
1956年10月18日，在谭德鲁提出的的任何一项动议成为法律之前，她在瓦森纳死于癌症。   Lex van Oven于 1957年1月1日生效。  在1957年11月的下一届 Drees 内阁期间，已婚妇女的工作禁令被废除。 但直到1970年，“男人是婚姻的主宰”这句话在法律中都一直存在。 1975 年，同工同酬被正式立法。  谭德鲁经常用一句法语谚语来描述她自己的战斗方式：“Frappez, frappez toujours!”，翻译过来就是“敲，继续敲！” 民主博物馆的Merel Ek表示，这种不知疲倦的精神在谭德鲁为了可以在议会辩论而推迟手术中得到体现。 根据Posthumus-van der Goot的说法，谭德鲁采用了众议院男性成员常使用的技巧：他们通常首先表示他们已经非常感兴趣地听了演讲者并同意所说的内容，只增加了一个内容，然后接着说尖锐的批评。谭德鲁说，如果她使用这个技巧，她也能够在议会中受到重视。 
谭德鲁于当年10月22日被埋葬在比尔特霍芬；几乎所有众议院议员都参加了她的葬礼。 VVGS 前主席兼 PvdA 成员Liesbeth Ribbius Peletier赞扬了谭德鲁的努力，称她为“精力充沛、不屈不挠的女权斗士”。   PvdA 众议院领袖Jaap Burger表示，她在议会中赢得了很多尊重。  她的葬礼上演奏了贝多芬的《欢乐颂》。 随后，众议院议长拉德·科滕霍斯特在议会中称她是“使徒”，具有“敏锐的法律洞察力”；德里斯总理称赞她对妇女权利问题的巨大贡献。  PvdA 的同事 Rita de Bruin 称她为“不懈的女权斗士”。  每日汇报（荷兰报纸）称她为“最有能力和最成功的女权主义者之一”和“诚实和广泛的观点，总是反对谎言”。  言论报评论说，如果可以在她去世前看到Marga Klompé被任命为荷兰第一位女部长，她一定感到非常满意，因为她在 1952 年就已经敦促 Drees 这样做了。 
在20世纪的剩余时间里，尽管在1960年代和70年代出现了第二波女权主义浪潮，但谭德鲁基本上被遗忘了。     最近，谭德鲁被视为在第一波和第二波女权主义浪潮之间在荷兰保持女权主义活力的少数人之一。  PvdA 众议院议员莉莉安内·普劳门在2019年表示，谭德鲁为女性所做的贡献比谭德鲁所生活的时代的任何一位总理都多，并补充说是时候将谭德鲁载入历史教科书了。 同年，在妇女权利运动的回顾中，荷兰政府称她为反对民法中性别不平等的“激烈抗议者”。  2016 年，阿姆斯特丹的一座桥以她的名字命名，在阿纳姆和代芬特尔市可以找到以她的名字命名的街道。   一项要求在海牙竖立雕像以纪念谭德鲁的在线请愿书已签署超过18,000 次，但在COVID-19 大流行开始时暂停。  